# Алонов Георгій Терентійович
Георгій Терентійович Алонов (25 січня 1906, село Подлєсноє Хвалинського повіту Саратовської губернії, тепер Хвалинського району Саратовської області, Російська Федерація — ?) — радянський партійний діяч, завідувач відділу машинобудівної та авіаційної промисловості ЦК КП(б)У, 2-й секретар Ярославського обкому КПРС.

## Життєпис
З 1918 року працював учнем слюсаря, слюсарем, слюсарем-механіком на заводах Іващенково (Чапаєвська), Туапсе, Самари, Сталіно.
Член ВКП(б) з 1928 року.
Освіта вища. Після закінчення інституту працював на заводі № 29 в місті Запоріжжі. Під час німецько-радянської війни в 1941 році був евакуйований до міста Омська.
З квітня 1942 по червень 1943 року — секретар організаційного комітету із створення Молотовського (Октябрського) району міста Омська, голова виконавчого комітету Молотовської районної ради депутатів трудящих міста Омська.
З червня 1943 року — в Червоній армії на військово-інженерній роботі.
На 1945 (затв. у серпні) — жовтні 1947 року — заступник секретаря Запорізького обласного комітету КП(б)У із машинобудівної промисловості — завідувач відділу машинобудівної промисловості Запорізького обласного комітету КП(б)У.
У жовтні (затв.) 1947 — листопаді 1948 року — завідувач відділу машинобудівної промисловості (у 1948 році відділу машинобудівної та авіаційної промисловості) ЦК КП(б)У.
З лютого 1949 по серпень 1952 року — інспектор ЦК КП(б)У.
З липня 1952 року — інспектор ЦК ВКП(б); секретар Тюменського міського комітету ВКП(б).
16 серпня 1955 — 1957 року — 2-й секретар Ярославського обласного комітету КПРС.
У лютому 1956 року обирався делегатом ХХ з'їзду КПРС від Ярославської обласної партійної організації.

## Звання
- інженер-капітан

## Нагороди
- орден Трудового Червоного Прапора (23.01.1948)
- орден Червоної Зірки (16.09.1945)
- медаль «За перемогу над Німеччиною у Великій Вітчизняній війні 1941—1945 рр.» (1945)
- медалі